# Poród przedłużony
Poród przedłużony – zbyt długi czas rozwierania się szyjki macicy (I okresu porodu), a także wydalania płodu (II okres porodu). Przyczyną może być wyczerpanie sił rodzącej oraz inercja mięśnia macicy. Poród przedłużony jest matczynym wskazaniem do wykonania zabiegu kleszczowego.